# Vladimir Putyatov
Vladimir Nikolaevich Putyatov (em russo:  Владимир Николаевич Путятов; 24 de dezembro de 1945) é um ex-jogador de voleibol da Rússia que competiu pela União Soviética nos Jogos Olímpicos de 1972.
Em 1972, ele fez parte da equipe soviética que conquistou a medalha de bronze no torneio olímpico, no qual jogou em seis partidas.